# Laura Gallego Cabezas
Laura María Gallego Cabezas (Algar, Cádiz, 26 de noviembre de 1991) es una cantante de copla española. Aunque nació en Jerez de la Frontera, más tarde fijaría su residencia en Algar, donde tiene una calle con su nombre, un pequeño pueblo de la Serranía de Cádiz donde vivió toda su niñez y adolescencia. Fue la ganadora de la segunda edición del concurso de Canal Sur Televisión Se llama copla, y después inició una carrera musical, discográfica y televisiva centrada en Andalucía. Ha compartido escenario con Antonio Cortés, Manuel Orta, Rafael Amargo, Arturo Pareja Obregón y Antonio Canales entre otros. Actualmente colabora en el programa El show de Bertín de Canal Sur.

## Biografía
Laura Gallego Cabezas, nacida en Jerez de la Frontera (Cádiz) un 26 de noviembre de 1991.
Pasó su infancia en Algar (Cádiz), donde estudió hasta llegar al instituto, situado en Arcos de la frontera.
Fue una joven desconocida hasta el año 2008, cuando, con tan sólo 16 años e incitada por su entorno, decidió presentarse a los cástines del prestigioso programa de Canal Sur TV Se llama Copla, donde más de 2.000 aspirantes utilizaron sus mejores armas para convencer a un jurado que, posteriormente, estaría en el programa. Una inexperta Laura consiguió dejar boquiabiertos a los que le dirían eso de “pasas a la siguiente fase”. Dicha frase se repetiría en los siguientes cástines (el último ya televisado) hasta conseguir entrar en el programa como la más benjamina de los 10 concursantes. En innumerables ocasiones ha sido comparada con la cantante Rocío Jurado, no sólo en referencia a su estilo, sino también al parecido de timbre entre las dos artistas.
Tras 9 meses de concurso en directo, donde cada sábado se mantenía entre los favoritos del público y del jurado cantando coplas variopintas, la algareña consiguió proclamarse ganadora de un concurso que batió todos los records de audiencia marcando un antes y un después en esta televisión autonómica vista desde muchos rincones del mundo. En esa final en directo, su pueblo, como venía siendo habitual en los 9 meses anteriores, se volcó con ella montando 2 pantallas gigantes en la calle principal y recibiendo a gente de numerosos lugares que quisieron compartir con los paisanos de la artista una noche en la que “Laurita” sería la protagonista indiscutible, además de encandilando a la audiencia con su peculiar timbre de voz y desparpajo, afrontando con evidente precocidad tales acontecimientos. Se convirtió así en uno de los grandes referentes para el género de la copla en toda España.
A partir de entonces empieza a compaginar sus colaboraciones (cada vez más asiduas) en programas de T.V. así como a recorrer toda Andalucía y parte de España realizando conciertos en los mejores teatros y espacios escénicos, repitiendo llenos año tras año en teatros de gran aforo, incluidos los más especiales para ella como pueden ser el Gran Teatro Falla de Cádiz, Teatro Villamarta de Jerez de la frontera o Teatro Lope de Vega de Sevilla, y sobre todo el más especial sin duda es el concierto que ofrece cada año en su pueblo.
En el concierto realizado en el Estadio Olímpico de Sevilla junto con sus compañeros alcanzaron la cifra de 37.000 asistentes, superando de forma desmesurada a grandes figuras como Alejandro Sanz.
En la parte televisiva comienza como colaboradora en el programa de Juan y Medio LaTarde aquí y ahora teniendo muy buen feeling con su presentador Juan y Medio.
Tras este programa comienza uno nuevo presentado en esta ocasión por Bertín Osborne y llamado Esta canción va por ti en el que participan concursantes de las diferentes ediciones de Se Llama Copla, pero Laura es la única perenne en cada gala.
También ha tenido numerosas participaciones en Menuda Noche, también presentado por Juan y Medio, La Báscula, Andalucía directo, Éste es mi pueblo, El Gran Queo, Salud al día, Mira la vida, Cerca de ti, La semana más larga, especiales de fin de año y Navidad de Canal Sur así como en las distintas ediciones que año tras año se realizan del programa Se llama copla o en el programa de Tele 5 ¡Que tiempo tan feliz! entre otros. En prensa digital, periódicos y revistas no han dejado de contar con sus colaboraciones, así como en la radio haciendo programas con Rafa Cremades o en el programa El Público presentado por Jesús Vigorra y del cual Laura es colaboradora habitual cada semana.
Junto al actor y presentador Antonio Garrido presenta el nuevo programa de canal Sur TV Atrapado en la fiesta, un programa que cada semana muestra a los espectadores una Laura divertida, simpática y con mucha frescura.
Esta artista se encuentra como pez en el agua en los medios, por ello es tan reclamada, además de cosechar grandes audiencias.
Una persona carismática y con mucho talento que no deja indiferente a nadie
Debido a la indumentaria de su trabajo utiliza una gran variedad de vestidos con los que sale en conciertos, programas de TV, fotos de entrevistas, reportajes, publicidades… Por esto los diseñadores de moda demandan su presencia en distintos desfiles, presentaciones de nuevas colecciones y reportajes que ofrecen como muestra a sus clientes. Cuenta con infinidad de propuestas cada año en las que desarrolla, además de la de cantante, su faceta de modelo, donde sirve de imagen del producto a diseñadores de moda, de fiesta, de flamenca, de trajes de novia así como firmas de complementos, reconocidos fotógrafos …
Laura compagina sus espectáculos en directo y en solitario, donde recibe concierto tras concierto el apoyo incondicional del público, con diferentes proyectos con otros artistas de gran fama reconocida, así como orquestas de gran prestigio.
El espectáculo Cuatro Lunas estuvo girando por toda España bajo la dirección de Pilar Távora y compartiendo escenario con artistas del nivel de Rafael Amargo, Farruco, Antonio Canales, María Toledo, Diego Amador o Joaquín Pareja Obregón entre otros.
También giró con un gran proyecto (sin dejar de lado sus conciertos en solitario presentando su nuevo disco Castillos de sal) que representó junto a Manuel Orta y juntos rindieron homenaje a dos de los más grandes de la música española como fueron Lola Flores y Manolo Caracol, en un musical titulado Pasión y Fuego.
Lola Flores y Manolo Caracol son los protagonistas de esta obra flamenca, sus temas más conocidos serán interpretados en casi dos horas de espectáculo del que se encargaran Laura Gallego y Manuel Orta, bajo la dirección escénica de la prestigiosa bailaora “La Debla”, y arropados por un conjunto de músicos excepcionales.
Con su primer disco esta joven gaditana se presentaba con energías renovadas y más fuerza que nunca.
Con Castillos de sal, su primer disco, producido por David DeMaría y David Santisteban y contando con la participación de grandes arreglistas como los mismos DeMaría y Santisteban además de Javibu Carretero, Jesús Lavilla, Alex Romero o Ricki Rivera. En cuanto a los músicos han pasado por el estudio lo mejor del panorama musical español. Músicos como Alfonso Pérez, pianista habitual de Alejandro Sanz, el guitarrista José Antonio Rodríguez o el violinista Faiçal Kourrich, acompañante habitual de Diana Navarro. En definitiva, un gran disco que hay que descubrir.
Sin dejar de lado sus compromisos en televisión y radio así como sus conciertos, en estos momentos está inmersa en la grabación de su segundo disco, que será producido por Paco Cepero, guitarrista de reconocido prestigio y autor de obras magistrales como “Esta cobardía” de Chiquetete, “Feriante” de Isabel Pantoja o “Quién te crees tú” de Rocío Jurado. Este nuevo trabajo discográfico tendrá promoción por todo el mundo y traerá tras de sí una gira en la que la artista paseará sus canciones por cada escenario, ya que al pasearse por él hay una mezcla explosiva en Laura Gallego, en ella se ve el sentimiento de la diosa de la copla Marifé de Triana, el poderío de Rocío Jurado y el torbellino de Lola Flores.

## Discografía
Es difícil de catalogar la música de Laura Gallego, ya que abarca desde la copla hasta el flamenco pasando por saetas y baladas. El 28 de junio de 2013 sale a la luz su primer trabajo discográfico titulado Castillos de Sal coproducido por David DeMaría y David Santisteban grabado entre Madrid y Cádiz. Con la participación de grandes arreglistas como los mismos DeMaría y Santisteban además de Javibu Carretero, Jesús Lavilla, Alex Romero o Riki Rivera. En cuanto a los músicos han pasado por el estudio lo mejor del panorama musical español. Músicos como Alfonso Pérez, pianista habitual de Alejandro Sanz, el guitarrista José Antonio Rodríguez o el violinista Faiçal Kourrich, acompañante habitual de Diana Navarro.
En este disco el estilo de Laura Gallego ha evolucionado hacia algo más moderno y popero, sin olvidar la copla, a la que le hace un guiño con su tema más recordado por la gente “Mi Niña Lola”. Castillos de Sal se compone de un total de 11 temas:
- “Cuando las penas se visten de Abril”. → Música: David Santisteban, David DeMaría y Pablo Ortega; Letra: David DeMaría y David Santisteban.
- “De Rumanía”. → Música y letra: Riki Rivera y David Santisteban.
- “Aguamiel”. → Música y letra: David Santisteban y Gema Lozano.
- “Una gota de lluvia”. → Música: David Santisteban, Javier López y José Antonio Rodríguez; Letra: David Santisteban.
- “La musa y el pintor”. → Música y letra: Riki Rivera.
- “Castillos de sal”. → Música y letra: David Santisteban y Joaquín Paz.
- “Mejor”. → Música: David Santisteban y Alfonso Pérez; Letra: David Santisteban y Esmeralda Grao.
- “Un canto a la vida”. → Música: David Santisteban y Daniel Oriza; Letra: Vanesa Martín y David Santisteban.
- “Princesa”. → Música: Laura Gallego y Alex Romero; Letra: Laura Gallego.
- “Encantada de sentir”. → Música y letra: Riki Rivera.
- “Mi niña Lola”. → Música y letra: Andrés Molina Molés y José Torres Garzón + Luis Ribas Gómez.

## Honores
Algareña del año 2009
Pregonera del Carnaval de Jerez 2016